# Asilus marginatus
Asilus marginatus är en tvåvingeart som beskrevs av Geoffroy 1785. Asilus marginatus ingår i släktet Asilus och familjen rovflugor.
Artens utbredningsområde är Frankrike. Inga underarter finns listade i Catalogue of Life.